# Fritsch–Buttenberg–Wiechell重排反应
Fritsch–Buttenberg–Wiechell重排反应（Fritsch–Buttenberg–Wiechell rearrangement），以 Paul Ernst Moritz Fritsch (1859–1913), Wilhelm Paul Buttenberg, Heinrich G. Wiechell 的名字命名。
1,1-二芳基-2-溴代烯烃在强碱（如醇盐）作用下重排为1,2-二芳基炔。

某些烷基取代的烯烃也可发生重排。

## 反应机理
强碱夺取烯碳上的氢，生成的碳负离子再发生α-消除生成乙烯基卡宾。最后发生1,2-芳基迁移，得到产物。

## 应用
利用此反应合成多炔：（炔化物中间体被亲电试剂碘甲烷捕获。产物为鬼针草中存在的天然产物）